# Édouard Lalo
Édouard Victor Antoine Lalo (27. ledna 1823 Lille – 22. dubna 1892 Paříž) byl francouzský hudební skladatel období romantismu.

## Život a dílo
Jeho španělsky znějící příjmení Lalo, ale i název jeho nejvýznamnějšího díla Symphonie espagnole pro housle a orchestr, nám navodí spíše dojem, že Lalo pocházel z jihu. Přesto se narodil v Lille, na druhém konci Francie, neboť jeho rodina opustila španělské Nizozemí o generaci dříve.
Lalo hudbu miloval už od raného mládí a rád poslouchal například Bacha nebo Beethovena. Čekání na jednoznačné rozhodnutí, zda se dát na hudební dráhu nemělo u Lala dlouhého trvání a zanedlouho se rozhodl jít studovat na pařížskou konzervatoř. Zde nepatřil mezi nejlepší žáky, ale vynikal bystrými nápady co se týče hudby. Nepříliš velký úspěch na škole ho však od hudby neodradil a po studiích se stal nejprve komorním hudebníkem a učitelem hudby, ale napsal jen několik podceňovaných komorních skladeb.

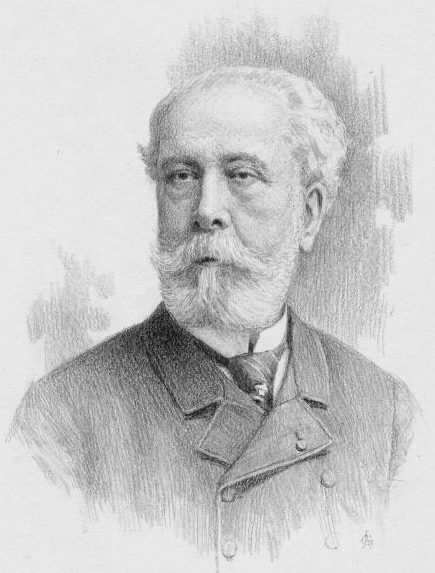
Édouard Lalo (1823–1892)

Jeho první pokus získat úspěch byl s operou Fiesque, která se hned na počátku setkala s neúspěchem a obecenstvo ji naprosto zavrhlo. Další pokusy dopadly podobně, ale Lala to neodradilo a začal tvořit dvě další díla, houslový koncert a Symphonie espagnole pro španělského houslistu Sarasateho, napsanou v letech 1873 až 1874 sklidila úspěch a Lala vynesla výš. Poté následovala další díla jako violoncellový koncert, orientální balet Namouna (1881–1882), symfonie, druhá populární opera Le Roi d'Ys (1888). Lalo si snažil slávu znovu upevnit, vytvořil několik oper a orchestrálních děl, ale nepříliš úspěšně.
Édouard Lalo se však za svého života nikdy nedočkal sotva ani průměrné slávy svých děl. Mohla za to jak jejich nepříliš vysoká kvalita, tak i to, že byla považována spíše za „německou“ či „poněmčenou“, stejně jako hudba Césara Francka. Dalším důvodem byla ale stále vzrůstající síla konkurenta Gounoda, který sklízel velký úspěch. Lalo však nebyl jediný, koho by Gounod zastínil, ale v tzv. „Gounodské éře“ se podařilo prorazit jen malé části skladatelů.
Lalo však neunikl ani pozornosti kritiků, od kterých musel snášet kritiky od svých prvních uvedeních děl, až dodnes. Jeho dílo se rozšířilo za hranice Francie až delší dobu po jeho smrti, ale i přesto Lalo poměrně podstatně ovlivnil francouzskou hudbu období romantismu.
Zemřel 22. dubna 1892 v Paříži v poměrně nízkém věku 69 let.
Lalův syn, Pierre Lalo (6. září 1866 – 9. června 1943), následoval dráhu otce, příležitostně skládal, ale byl hlavně hudebním kritikem.

## Výběr z díla
- Orchestrální hudba **
  - Aubade, pour dix instruments / Aubade pro deset nástrojů (1872)
  - Divertissement / Divertimento (1872)
  - Concerto en fa majeur pour violon et orchestre / Koncert f-moll pro housle a orchestr (1873)
  - Symphonie espagnole pour violon et orchestre / Španělská symfonie pro housle a orchestr (1874)
  - Concerto en ré mineur pour violoncelle et orchestre / Koncert d-moll pro violoncello a orchestr (1877)
  - Rapsodie norvégienne / Norská rapsodie (1879)
  - Concerto russe / Ruský koncert (1879)
  - Symfonie g-moll (1886)
  - Koncert pro klavír (1889)
  - Úryvky ze Savonarole, nevydané opeře, hudba k velké římské pantomimě Nero, pro hipodrom

- Komorní hudba **
  - Sonáta pro housle (1853)
  - Sonáta pro violoncello (1856)
  - Tři trios avec piano / tria s klavírem
  - Quatuor à cordes / Smyčcové kvartety

- Vokální hudba **
  - Cinq lieder sur Lamartine, Laprade et Silvestre / Pět samozpěvů na motivy Lamartina, Laprada a Silvestra (1879).
  - Six mélodies sur des poèmes de Victor Hugo / Šest melodií na básně Victora Huga (1855)
  - Trois mélodies sur Musset / Tři melodie podle Musseta

- Opery **
  - Fiesque (1866), jako koncertní verze v červenci 2006 na festivalu v Montpellieru (v nastudování Hughem Macdonaldem a Hervé Lussiezem, v interpretaci Roberta Alagny). První scénické provedení proběhlo roku 2007 v Mannheimu.
  - Le Roi d'Ys / Král z Ysu (1888), lyrické dílo ve třech dějstvích jehož předehra se prováděla na veřejných koncertech a na konzervatoři v roce 1877, libreto podle M. Blaua. Král z Ysu vznikl po více než 10 letech, 6. května 1888 v l'opéra comique. Později získala partitura cenu Monbinne francouzské Akademie krásných umění (l'Académie des Beaux-Arts).

- Balet **
  - Namouna (6. března 1882). Hráno v opeře na libreto pánů Nuittera a Petipy. Tento balet, prezentovaný jako dílo „nové školy“, byl přijat poměrně chladně ze strany tisku a operní kritiky.